# Художествена галерия Стара Загора
Художествена галерия „Стара Загора“ е общинска културна институция в Стара Загора.

## История
През 1908 г. се основава археологическото дружество „Августа Траяна“ с председател историка Атанас Кожухаров. На следващата година той се обръща към художника Hикола Стоенчев да подари на музейната сбирка портрета на революционера Кольо Ганчев, и той става първата картина от сбирката. После постъпва портрета на Атанас Кожухаров от Евгения Илиева – Лепавцова, портрета на Христина Морфова от Иван Мърквичка, картини от Васил Маринов и Васил Костакиев. Със съдействието на Никола Кожухаров дарители за художествената експозиция стават и Антон Митов, Невена Кожухарова, Димитър Гюдженов, Георги Евстатиев, Васил Димов, Атанас Михов, Жельо Танчев, Кипро Николов, Николай Евров и други художници от страната. Така оформената сбирка е обособена като картинна част в археологическото дружество и към 1921 г. наброява 45 произведения. Тя се ползва за онагледяване на часовете по рисуване в училищата.
Сградата на Художествената галерия е проектирана и построена през 1934 г. за градски хали. Проектирана е от колектив, начело с арх. Елена Варакаджиева-Скордева. Кулата е използвана за резервоар за вода, който е използван при водни режими в града.
Следващото поколение художници също дава своя принос с картините на Васил Тодоров, Никола Аръшев, Евгения Илиева, Марио Жеков, Олга Брадистилова, Димитър Куманов, Димитър Караджов, Петър Славов, Тодор Калпакчиев, и др. До втората половина на 1950-те години сбирката се води като отдел на Историческия музей. През 1958 г. Общинският съвет я обособява като самостоятелна градска художествена галерия, за пръв директор е назначен Руси Карабиберов и към нея са прехвърлени още няколко десетки творби, разпръснати из училища, читалища и сдружения.
На 17 юли 1960 г. е открита първата експозиция и близо две десетилетия за изложбена зала се ползва източната част на сградата на Драматичния театър.
С разширяване на дейностите ѝ, през 1972 година галерията поема функциите и на окръжна културна институция. През 1977 г. галерията е настанена в бившата сграда на БНБ в града, а за неин директор е назначен Иван Попчев. Периодът на 70-те и 80-те години е особено динамичен и ползотворен за галерията. Правят се много самостоятелни и колективни изложби, провеждат се пленери по живопис и се обогатяват нейните фондове.
През 2000 г. с решение на Община Стара Загора за нова база на Галерията е предоставена сградата на бившите централни хали. След двегодишен основен ремонт, тя започва да функционира като галерия с обща експозиционна площ от 1200 кв. м и самостоятелни хранилища за всичките ѝ фондове. фондовете на галерията наброяват над 4600 художествени произведения, разпределени в пет отдела – Живопис, Графика, Скулптура, Икони и възрожденски гравюри и Чуждестранно изкуство.
Значими дарения за галерията са направени от наследниците на Васил Димов, Никола Кожухаров, на Евгения Илиева – Лепавцова, Георги Евстатиев, Константин Трингов, Васил Маринов, Дона Бояджиева, и др.